# Uniwersytet Loyola w Chicago
Uniwersytet Loyola w Chicago (ang. Loyola University Chicago) – amerykańska uczelnia jezuicka z siedzibą w Chicago (stan Illinois). Została założona w 1870 roku jako St. Ignatius College.